# Reichstagswahlkreis Regierungsbezirk Königsberg 10

Die Wahlkreisaufteilung des Deutschen Reichs.

Der Reichstagswahlkreis Provinz Ostpreußen – Regierungsbezirk Königsberg 10 (Wahlkreis 10; Wahlkreis Rastenburg-Gerdauen-Friedland) war ein Wahlkreis für die Reichstagswahlen im Deutschen Reich und im Norddeutschen Bund von 1867 bis 1918.

## Wahlkreiszuschnitt
Der Wahlkreis umfasste den Landkreis Gerdauen, den Landkreis Rastenburg  und den Landkreis Friedland.
| Jahr | Einwohner |
| ---- | --------- |
| 1890 | 121.263   |
| 1895 | 122.879   |
| 1900 | 120.246   |
| 1905 | 121.790   |
| 1910 | 122.723   |

|      | Landwirtschaft | Industrie und Gewerbe | Handel und Dienstleistungen |
| ---- | -------------- | --------------------- | --------------------------- |
| 1895 | 72,0           | 16,8                  | 11,1                        |
| 1907 | 65,2           | 19,9                  | 14,9                        |

|      | Evangelisch | Katholisch |
| ---- | ----------- | ---------- |
| 1890 | 96,7        | 2,4        |
| 1905 | 95,4        | 3,7        |
| 1910 | 95,0        | 4,1        |

## Abgeordnete
| Wahl                                 | Abgeordneter                | Partei                      | Bild |
| ------------------------------------ | --------------------------- | --------------------------- | ---- |
| Reichstagswahl Februar 1867 bis 1874 | Max von Romberg             | Konservative Partei         | 0    |
| Reichstagswahl 1874 bis 1877         | Johannes Neumann            | NLP                         | 0    |
| Reichstagswahl 1877 bis 1881         | Udo zu Stolberg-Wernigerode | Konservative Partei         |      |
| Reichstagswahl 1881 bis 1884         | Raimund Behrend             | Deutsche Fortschrittspartei | 0    |
| Reichstagswahl 1884 bis 1893         | Udo zu Stolberg-Wernigerode | Konservative Partei         |      |
| Reichstagswahl 1893 bis 1898         | Hermann Steppuhn            | Deutschkonservative Partei  | 0    |
| Reichstagswahl 1898 bis 1902         | Clemens von Klinckowstroem  | Deutschkonservative Partei  |      |
| Ersatzwahl 1902 bis 1912             | Bernhard von Pressentin     | Deutschkonservative Partei  | 0    |
| Reichstagswahl 1912 bis 1918         | Hans Joachim von Brederlow  | Deutschkonservative Partei  |      |

## Wahlen

### 1867 (Februar)
Es fand nur ein Wahlgang statt.
| Kandidat        | Partei      | Stimmen | in % | Anmerkungen |
| --------------- | ----------- | ------- | ---- | ----------- |
| Max von Romberg | Konservativ | 12.740  | 0    | 0           |

### 1867 (August)
Es fand nur ein Wahlgang statt.
| Kandidat        | Partei      | Stimmen | in % | Anmerkungen |
| --------------- | ----------- | ------- | ---- | ----------- |
| Max von Romberg | Konservativ | 9202    | 0    | 0           |

### 1871
Es fand nur ein Wahlgang statt.
| Kandidat        | Partei      | Stimmen | in % | Anmerkungen |
| --------------- | ----------- | ------- | ---- | ----------- |
| Max von Romberg | Konservativ | 6548    | 0    | 0           |
|                 | NLP         | 2778    | 0    | 0           |
|                 | NLP         | 181     | 0    | 0           |
|                 | SPD         | 27      | 0    | 0           |
| Sonstige        | 0           | 26      | 0    | 0           |

### 1874
Es fanden zwei Wahlgänge statt. Im ersten Wahlgang ergab sich folgendes Ergebnis:
| Kandidat         | Partei      | Stimmen | in % | Anmerkungen |
| ---------------- | ----------- | ------- | ---- | ----------- |
|                  | Konservativ | 5374    | 0    | 0           |
| Johannes Neumann | NLP         | 3349    | 0    | 0           |
|                  | F           | 2597    | 0    | 0           |
| Sonstige         | 0           | 75      | 0    | 0           |

In der Stichwahl ergab sich folgendes Ergebnis:
| Kandidat         | Partei      | Stimmen | in % | Anmerkungen |
| ---------------- | ----------- | ------- | ---- | ----------- |
|                  | Konservativ | 6072    | 0    | 0           |
| Johannes Neumann | NLP         | 6388    | 0    | 0           |

### 1877
Es fand nur ein Wahlgang statt.
| Kandidat                    | Partei      | Stimmen | in % | Anmerkungen |
| --------------------------- | ----------- | ------- | ---- | ----------- |
| Udo zu Stolberg-Wernigerode | Konservativ | 7656    | 0    | 0           |
|                             | NLP         | 2350    | 0    | 0           |
|                             | F           | 3867    | 0    | 0           |
| Sonstige                    | 0           | 11      | 0    | 0           |

### 1878
Es fand nur ein Wahlgang statt.
| Kandidat                    | Partei      | Stimmen | in % | Anmerkungen |
| --------------------------- | ----------- | ------- | ---- | ----------- |
| Udo zu Stolberg-Wernigerode | Konservativ | 9217    | 0    | 0           |
|                             | NLP         | 92      | 0    | 0           |
|                             | F           | 5046    | 0    | 0           |
|                             | Zentrum     | 39      | 0    | 0           |
| Sonstige                    | 0           | 16      | 0    | 0           |

Das Mandat von Udo zu Stolberg-Wernigerode endete am 13. Juni 1851 durch dessen Ernennung zum Landrat. Eine Ersatzwahl fand nicht statt.

### 1881
Es fanden zwei Wahlgänge statt. Im ersten Wahlgang ergab sich folgendes Ergebnis:
| Kandidat        | Partei                      | Stimmen | in % | Anmerkungen |
| --------------- | --------------------------- | ------- | ---- | ----------- |
|                 | Konservativ                 | 8029    | 0    | 0           |
| Raimund Behrend | Deutsche Fortschrittspartei | 8003    | 0    | 0           |
|                 | Zentrum                     | 154     | 0    | 0           |
| Sonstige        | 0                           | 2       | 0    | 0           |

In der Stichwahl ergab sich folgendes Ergebnis:
| Kandidat        | Partei                      | Stimmen | in % | Anmerkungen |
| --------------- | --------------------------- | ------- | ---- | ----------- |
|                 | Konservativ                 | 8802    | 0    | 0           |
| Raimund Behrend | Deutsche Fortschrittspartei | 10.359  | 0    | 0           |

### 1884
Es fand nur ein Wahlgang statt. Die Zahl der Wahlberechtigten betrug 24.462 und die Zahl der abgegebenen Stimmen 17.568, von denen 34 ungültig waren. Die Wahlbeteiligung betrug 72,0 %.
| Kandidat                    | Partei      | Stimmen | in % | Anmerkungen |
| --------------------------- | ----------- | ------- | ---- | ----------- |
| Udo zu Stolberg-Wernigerode | Konservativ | 9770    | 0    | 0           |
|                             | F           | 7796    | 0    | 0           |
| Sonstige                    | 0           | 2       | 0    | 0           |

### 1887
Es fand nur ein Wahlgang statt. Die Zahl der Wahlberechtigten betrug 24.322 und die Zahl der abgegebenen Stimmen 16.861, von denen 35 ungültig waren. Die Wahlbeteiligung betrug 59,5 %.
| Kandidat                    | Partei      | Stimmen | in % | Anmerkungen |
| --------------------------- | ----------- | ------- | ---- | ----------- |
| Udo zu Stolberg-Wernigerode | Konservativ | 12.175  | 0    | 0           |
|                             | F           | 4524    | 0    | 0           |
|                             | Zentrum     | 122     | 0    | 0           |
| Sonstige                    | 0           | 40      | 0    | 0           |

### 1890
Die Kartellparteien NLP und Konservative unterstützen den konservativen Kandidaten. Es fand nur ein Wahlgang statt. Die Zahl der Wahlberechtigten betrug 23.600 und die Zahl der abgegebenen Stimmen 16.822, von denen 37 ungültig waren. Die Wahlbeteiligung betrug 71,3 %.
| Kandidat                    | Partei      | Stimmen | in % | Anmerkungen                    |
| --------------------------- | ----------- | ------- | ---- | ------------------------------ |
| Winkler                     | DF          | 7138    | 42,5 | Rittergutsbesitzer in Pogowken |
| Udo zu Stolberg-Wernigerode | Konservativ | 8978    | 53,5 | 0                              |
| Carl Schultze               | SPD         | 637     | 3,8  | 0                              |
| Sonstige                    | 0           | 32      | 0,2  | 0                              |

### Ergänzungswahlen 1891
Nach der Ernennung Stolbergs zum Oberpräsidenten kam es am 18. November 1891 aufgrund dessen  temporärer Inkompatibilität zu einer Ersatzwahl. Es fand nur ein Wahlgang statt. Die Zahl der Wahlberechtigten betrug 23.676 und die Zahl der abgegebenen Stimmen 16.736, von denen 59 ungültig waren. Die Wahlbeteiligung betrug 70,7 %.
| Kandidat                    | Partei      | Stimmen | in % | Anmerkungen |
| --------------------------- | ----------- | ------- | ---- | ----------- |
| August Anton Papendick      | DF          | 7152    | 42,9 | 0           |
| Udo zu Stolberg-Wernigerode | Konservativ | 9075    | 54,4 | 0           |
| Carl Schultze               | SPD         | 448     | 2,7  | 0           |
| Sonstige                    | 0           | 2       | 0,0  | 0           |

### 1893
Steppuhn trat als gemeinsamer Kandidat der Konservativen und des BdL an. Es fand nur ein Wahlgang statt. Die Zahl der Wahlberechtigten betrug 23.612 und die Zahl der abgegebenen Stimmen 15.878, von denen 46 ungültig waren. Die Wahlbeteiligung betrug 67,2 %.
| Kandidat         | Partei      | Stimmen | in % | Anmerkungen                      |
| ---------------- | ----------- | ------- | ---- | -------------------------------- |
| Feyer            | FVP         | 4147    | 26,2 | Gutsbesitzer in Kgl. Schwensfeld |
| Hermann Steppuhn | Konservativ | 10.938  | 69,1 | 0                                |
| Ernst Ebhardt    | SPD         | 660     | 4,2  | 0                                |
| Sonstige         | 0           | 38      | 0,2  | 0                                |

### 1898
Clemens von Klinckowstroem trat als gemeinsamer Kandidat der Konservativen und des BdL an. Die FVg unterstützte den Kandidaten der FVP. Es fand nur ein Wahlgang statt. Die Zahl der Wahlberechtigten betrug 23.566 und die Zahl der abgegebenen Stimmen 15.512, von denen 70 ungültig waren. Die Wahlbeteiligung betrug 65,8 %.
| Kandidat                   | Partei                     | Stimmen | in % | Anmerkungen                               |
| -------------------------- | -------------------------- | ------- | ---- | ----------------------------------------- |
| Engelbrecht                | FVP                        | 2845    | 18,4 | Brauerei- und Gutsbesitzer in Bartenstein |
| Clemens von Klinckowstroem | Deutschkonservative Partei | 9131    | 59,1 | 0                                         |
| Otto Braun                 | SPD                        | 3263    | 38,8 | 0                                         |
| Hugo Haase                 | SPD                        | 50      | 0,3  | 0                                         |
| Eduard Herrmann            | Zentrum                    | 122     | 0,8  | 0                                         |
| Sonstige                   | 0                          | 31      | 0,2  | 0                                         |

### Ersatzwahl 1902
Nach dem Tod von Klinckowstroems kam es am 18. März 1902 zu einer Ersatzwahl. Erneut benannten Konservativen und BdL einen gemeinsamen Kandidaten. Es fand nur ein Wahlgang statt. Die Zahl der Wahlberechtigten betrug 23.448 und die Zahl der abgegebenen Stimmen 17.754, von denen 52 ungültig waren. Die Wahlbeteiligung betrug 75,7 %.
| Kandidat                | Partei                     | Stimmen | in % | Anmerkungen                             |
| ----------------------- | -------------------------- | ------- | ---- | --------------------------------------- |
| Dultz                   | FVP                        | 4773    | 27,0 | Gutsbesitzer und Stadtrat in Königsberg |
| Bernhard von Pressentin | Deutschkonservative Partei | 9716    | 54,9 | 0                                       |
| Ernst Ebhardt           | SPD                        | 3206    | 18,1 | 0                                       |
| Sonstige                | 0                          | 7       | 0,0  | 0                                       |

### 1903
Die Konservativen nominierten zunächst den Rittergutsbesitzer Rautter als gemeinsamen Kandidaten von Konservativen und BdL. Die Vertrauensmännerversammlung des BdL lehnte dies jedoch ab und benannte Hellbardt als Kandidaten. Da dieser jedoch NLP-Mitglied war, benannten die Konservativen Pressentin erneut als konservativen Kandidaten. Es fand nur ein Wahlgang statt. Die Zahl der Wahlberechtigten betrug 24.017 und die Zahl der abgegebenen Stimmen 17.436, von denen 69 ungültig waren. Die Wahlbeteiligung betrug 72,6 %.
| Kandidat                | Partei                     | Stimmen | in % | Anmerkungen |
| ----------------------- | -------------------------- | ------- | ---- | ----------- |
| Feierabend              | FVP                        | 4271    | 24,6 | 0           |
| Bernhard von Pressentin | Deutschkonservative Partei | 9007    | 51,9 | 0           |
| Hellbardt               | NLP                        | 598     | 3,4  | 0           |
| Hugo Haase              | SPD                        | 3297    | 19,0 | 0           |
|                         | Zentrum                    | 155     | 0,9  | 0           |
| Sonstige                | 0                          | 39      | 0,2  | 0           |

### 1907
Konservative und BdL einigten sich auf den konservativen Kandidaten, der auch vom Zentrum unterstützt wurde. NLP und FVP stellten einen gemeinsamen Kandidaten der FVP auf. Es fand nur ein Wahlgang statt. Die Zahl der Wahlberechtigten betrug 24.054 und die Zahl der abgegebenen Stimmen 19.868, von denen 59 ungültig waren. Die Wahlbeteiligung betrug 82,6 %.
| Kandidat                | Partei                     | Stimmen | in % | Anmerkungen             |
| ----------------------- | -------------------------- | ------- | ---- | ----------------------- |
| Dr. Lichtenstein        | FVP                        | 3334    | 16,8 | Justizrat in Königsberg |
| Bernhard von Pressentin | Deutschkonservative Partei | 14.141  | 71,4 | 0                       |
| Hugo Haase              | SPD                        | 2304    | 11,6 | 0                       |
| Sonstige                | 0                          | 30      | 0,2  | 0                       |

### 1912
Das Zentrum unterstützte den konservativen Kandidaten. NLP und FoVP stellten einen gemeinsamen Kandidaten der FoVP auf. Es fand nur ein Wahlgang statt. Die Zahl der Wahlberechtigten betrug 24.235 und die Zahl der abgegebenen Stimmen 21.010, von denen 48 ungültig waren. Die Wahlbeteiligung betrug 86,7 %.
| Kandidat                   | Partei                     | Stimmen | in % | Anmerkungen             |
| -------------------------- | -------------------------- | ------- | ---- | ----------------------- |
| Maul                       | FoVP                       | 3334    | 16,8 | Gutsbesitzer in Sprindt |
| Hans Joachim von Brederlow | Deutschkonservative Partei | 11.404  | 54,4 | 0                       |
| Marchionini                | SPD                        | 1703    | 8,1  | Redakteur in Königsberg |
| Sonstige                   | 0                          | 51      | 0,3  | 0                       |